# Celleporaria hastigera
Celleporaria hastigera är en mossdjursart som först beskrevs av Busk 1881.  Celleporaria hastigera ingår i släktet Celleporaria och familjen Lepraliellidae. Inga underarter finns listade i Catalogue of Life.